# Purbi Singhbhum
Purbi Singhbhum (Hindi: पूर्वी सिंहभूम जिला; englisch East Singhbhum district) ist ein Distrikt im indischen Bundesstaat Jharkhand. Die Distriktverwaltung befindet sich in der Stadt Jamshedpur. Der Distrikt erstreckt sich über eine Fläche von 3533 km².

## Geschichte
Der Distrikt befindet sich im Südosten von Jharkhand. Er entstand am 16. Januar 1990, als der damalige Distrikt Singhbhum in Pashchimi Singhbhum und Purbi Singhbhum aufgespaltet wurde.

## Bevölkerung

### Übersicht
Bei der Volkszählung 2011 betrug die Einwohnerzahl von Purbi Singhbhum 2.293.919. Das Geschlechterverhältnis lag bei 949 Frauen auf 1000 Männer. Die Alphabetisierungsrate betrug 75,49 % (83,75 % bei Männern, 66,81 % bei Frauen). Die größte Glaubensgruppe sind die Hindus mit 67,58 %; 8,89 % sind Muslime.

### Bevölkerungsentwicklung
In den ersten Jahrzehnten des 20. Jahrhunderts wuchs die Bevölkerung im Gegensatz zu anderen Gebieten bereits stark an. Trotz Seuchen, Krankheiten und Hungersnöten. Dieses Wachstum hielt auch nach der Unabhängigkeit Indiens an. Während die Bevölkerung in der ersten Hälfte des 20. Jahrhunderts um rund 87 % zunahm, betrug das Wachstum zwischen 1961 und 2011 163 %. Die Bevölkerungszunahme zwischen 2001 und 2011 lag bei 15,68 % oder rund 311.000 Menschen. Die Entwicklung verdeutlichen folgende Tabellen:
| Jahr      | 1901    | 1911    | 1921    | 1931    | 1941    | 1951    | 1961    | 1971      | 1981      | 1991      |
| Einwohner | 362.602 | 404.856 | 428.214 | 523.234 | 623.955 | 677.881 | 871.595 | 1.064.361 | 1.378.949 | 1.613.088 |

### Bedeutende Orte
Im Distrikt gibt es nebst dem Hauptort Jamshedpur Bewohnern laut Volkszählung 2011 noch 14 weitere Orte, die als Städte (towns und census towns) gelten. Dies widerspiegelt den hohen Anteil an städtischer Bevölkerung im Distrikt. Denn 1.274.591 der 2.293.919 Einwohner oder 8,46 % leben in städtischen Gebieten.
Weitere Städte mit jeweils mehr als 10.000 Einwohnern sind Chhota Gobindpur (31.843 Einwohner), Musabani (31.035 Einwohner), Haludbani (25.360 Einwohner), Sarjamda (23.788 Einwohner), Ghorabandha (20.718 Einwohner), Gadhra (18.801 Einwohner), Jadugora (18.563 Einwohner), Chakulia (16.306 Einwohner) und Haludpukhur (10.485 Einwohner). 

### Volksgruppen
In Indien teilt man die Bevölkerung in die drei Kategorien general population, scheduled castes und scheduled tribes ein. Die scheduled castes (anerkannte Kasten) mit (2011) 111.414 Menschen ( Prozent der Distriktsbevölkerung) werden heutzutage Dalit genannt (früher auch abschätzig Unberührbare betitelt). Die scheduled tribes sind die anerkannten Stammesgemeinschaften mit (2011) 653.923 Menschen (28,51 Prozent der Distriktsbevölkerung), die sich selber als Adivasi bezeichnen. Zu ihnen gehören in Jharkhand 32 Volksgruppen. Purbi Singhbhum gehört zu denjenigen Bezirken, in denen die scheduled tribes stark vertreten sind. Mehr als 5000 Angehörige zählen die Santal (344.264 Menschen oder 15,01 % der Distriktsbevölkerung), Bhumij (124.748 Menschen oder 5,44 % der Distriktsbevölkerung), Ho (56.912 Menschen oder 2,48 % der Distriktsbevölkerung), Munda (54.047 Menschen oder 2,36 % der Distriktsbevölkerung), Mahli (13.507 Menschen oder 0,59 % der Distriktsbevölkerung), Oraon (12.282 Menschen oder 0,54 % der Distriktsbevölkerung), Kharia (10.928 Menschen oder 0,48 % der Distriktsbevölkerung), Savar (8117 Menschen oder 0,35 % der Distriktsbevölkerung) und Lohra (5566 Menschen oder 0,24 % der Distriktsbevölkerung).

### Bevölkerung des Distrikts nach Bekenntnissen
Zwar bilden die Hindus die Bevölkerungsmehrheit. Doch ist der Distrikt religiös gesehen dennoch sehr durchmischt. Viele Mitglieder der anerkannten Stammesgemeinschaften sind weiterhin Anhänger ihrer traditionellen Religionen. Es gibt mehr als 200.000 Muslime und jeweils mehrere Zehntausend Christen und Sikhs im Distrikt.
Nur in fünf der elf Blocks sind die Hindus eine deutliche Bevölkerungsmehrheit mit Anteilen zwischen 64,14 % (Ghatshila) und 80,96 % (Baharagora). In weiteren vier Blocks liegt ihr Anteil über 50 %, aber unter 60 %. Und in den Blocks Dumaria (34,52 %) und Gurbandha (48,06 %) sind sie nur das zweitstärkste Glaubensbekenntnis und in der Minderheit.
In den Blocks Dumaria (63,36 %) und Gurbandha (51,03 %) sind die Anhänger der traditionellen Religionen die Bevölkerungsmehrheit. Sie sind zudem in den Blocks Chakulia, Dhalbhumgarh, Musabani und Potka mit Anteilen zwischen 37,80 % und 42,12 % sehr stark vertreten. Nur im Block Golmuri-Cum-Jugsalai liegt ihr Anteil unter zehn Prozent.
Hochburgen der Muslime sind die Blocks Golmuri-Cum-Jugsalai (13,79 %) und Musabani (8,44 %). Im Block Golmuri-Cum-Jugsalai leben fast alle Angehörigen der christlichen Minderheit und der Sikhs. Die genaue religiöse Zusammensetzung der Bevölkerung zeigt folgende Tabelle:
| Jahr                                   | Buddhisten | Buddhisten | Christen | Christen | Hindus    | Hindus | Jainas | Jainas | Muslime | Muslime | Sikhs  | Sikhs | Andere Religionen | Andere Religionen | keine Angaben | keine Angaben | Total     | Total    |
| Jahr                                   | Zahl       | %          | Zahl     | %        | Zahl      | %      | Zahl   | %      | Zahl    | %       | Zahl   | %     | Zahl              | %                 | Zahl          | %             | Zahl      | %        |
| -------------------------------------- | ---------- | ---------- | -------- | -------- | --------- | ------ | ------ | ------ | ------- | ------- | ------ | ----- | ----------------- | ----------------- | ------------- | ------------- | --------- | -------- |
| 2011                                   | 892        | 0,04       | 30.172   | 1,32     | 1.550.178 | 67,58  | 1670   | 0,07   | 203.999 | 8,89    | 38.544 | 1,68  | 465.367           | 20,29             | 3097          | 0,14          | 2.293.919 | 100,00 % |
| Quelle: Ergebnis der Volkszählung 2011 |            |            |          |          |           |        |        |        |         |         |        |       |                   |                   |               |               |           |          |

## Verwaltungsgliederung
Purbi Singhbhum ist in folgende 2 Sub-Divisionen gegliedert:
- Dhalbhum
- Ghatshila